# Улица Архитектора Власова
У́лица Архите́ктора Вла́сова — улица в Юго-Западном административном округе города Москвы на территории Обручевского района и на границе Ломоносовского района и района Черёмушки.

## История
Улица получила своё название 20 августа 1963 года (по другим данным — 20 августа 1964 года) в честь А. В. Власова (1900—1962), президента Академии архитектуры СССР, дважды лауреата Государственной премии СССР, по проектам которого были построены Крымский мост, здание ВЦСПС, комплекс стадиона в Лужниках и под руководством которого разрабатывался проект застройки Юго-Запада Москвы.

## Расположение
Улица Архитектора Власова проходит от Нахимовского проспекта на юго-запад до улицы Гарибальди, здесь её трасса прерывается и возобновляется уже за улицей Гарибальди, улица проходит далее на юго-запад параллельно улице Академика Пилюгина, с которой организована транспортная развязка у Воронцовского парка, улица Архитектора Власова проходит далее вдоль границы парка, с юго-востока к ней примыкает улица Намёткина, за парком от улицы на запад отходит улица Воронцовские Пруды (почти сразу от неё отходит на юго-запад улица Академика Челомея), улица отклоняется к югу, а затем к юго-западу (прежнюю трассу продолжает Старокалужское шоссе) и проходит параллельно улице Академика Челомея, затем поворачивает на юг и проходит до улицы Обручева. Участок от улицы Гарибальди до Старокалужского шоссе проходит по старой трассе шоссе. Участок от улицы Гарибальди до улицы Академика Пилюгина фактически представляет собой внутриквартальный проезд с выездом на улицу Академика Пилюгина вблизи улицы Гарибальди. Участок от Нахимовского проспекта до улицы Гарибальди является границей Ломоносовского района и района Черёмушки, участок от улицы Гарибальди до улицы Обручева расположен на территории Обручевского района. Нумерация домов начинается от Нахимовского проспекта.

## Примечательные здания и сооружения
По нечётной стороне:
- № 21, стр. 1 — жилой дом. Здесь жил физик-теоретик К. П. Гуров[5].
- № 49 — ЦНИИПСК имени Н. П. Мельникова;
- № 51 — ОАО «РусГидро».

По чётной стороне:

## Транспорт

### Автобус
- с5: от Нахимовского проспекта до улицы Гарибальди.
- 103: от Нахимовского проспекта до улицы Гарибальди и обратно.
- 111: от улицы Академика Пилюгина до улицы Воронцовские Пруды и обратно.
- 172: от улицы Намёткина до улицы Воронцовские Пруды и обратно.

### Метро
- Станции метро «Калужская» Калужско-Рижской линии и «Воронцовская» Большой кольцевой линии — юго-западнее улицы, на пересечении Профсоюзной улицы и улицы Обручева
- Станция метро «Новые Черёмушки» Калужско-Рижской линии — юго-восточнее улицы, вблизи её середины, на пересечении Профсоюзной улицы и улицы Гарибальди
- Станция метро «Профсоюзная» Калужско-Рижской линии — юго-восточнее улицы, вблизи её начала, на пересечении Профсоюзной улицы и Нахимовского проспекта